# Иностранные члены НАН Украины
Иностранными членами Национальной академии наук Украины могут быть избраны учёные, не являющиеся гражданами Украины, научные труды которых получили признание международного научного сообщества и способствующие развитию научных исследований и международных научных связей НАН Украины. Иностранные члены избираются общим собранием академии и сохраняют свой статус пожизненно. Иностранный член НАН Украины может быть лишён своего статуса и исключён из состава НАН Украины в случае неоднократного грубого нарушения требований устава академии или совершения других действий, причинивших значительный ущерб авторитету НАН Украины. Иностранные члены имеют право участвовать в сессиях общего собрания НАН Украины и общего собрания отделений НАН Украины с правом совещательного голоса.

## Список иностранных членов НАН Украины
Ниже приведён актуальный список иностранных членов НАН Украины. Для каждого иностранного члена академии указаны гражданство, дата рождения, учёные степени и звания, дата избрания иностранным членом НАН Украины, отделение и секция НАНУ, в которых состоит учёный, специальность и место работы на момент избрания. Всего в списке 97 иностранных членов, в том числе 5 женщин.
Серым цветом выделены 11 российских и белорусских учёных, исключённых из состава академии Общим собранием НАН Украины из-за поддержки вторжения России на Украину и антиукраинскую деятельность.
| Полное имя                      | Гр-во                                      | Дата рожд.       | Уч. степень                                                  | Дата избр.     | Отд.  | Секция | Специальность                            | Место работы на момент избрания                                                                             |
| ------------------------------- | ------------------------------------------ | ---------------- | ------------------------------------------------------------ | -------------- | ----- | ------ | ---------------------------------------- | --- |
| Альтенбах, Хольм                | Германия                                   | 8 мая 1956       | д.т.н., профессор                                            | 26 мая 2021    | СФТМН | ОМех   | механика                                 | Университет Отто фон Герике в Магдебурге                                                                    |
| Амабили, Марко                  | Италия · Канада                            | 5 февраля 1967   | PhD, профессор                                               | 1 мая 2025     | СФТМН | ОМех   | колебания                                | Университет Уэстлейк                                                                                        |
| Андерсен, Оле                   | Дания                                      | 11 мая 1942      | PhD, профессор                                               | 25 ноября 1992 | СФТМН | ОФА    | физика твердого тела                     | Институт физики твердого тела Макса Планка                                                                  |
| Батлер, Уильям                  | Соединённые Штаты Америки · Великобритания | 20 октября 1939  | PhD, LL.D., профессор                                        | 25 ноября 1992 | СОГН  | ОИФП   | международное право                      | Университетский колледж Лондона                                                                             |
| Бекерфордерзандфорт, Кристиан   | Германия                                   | 15 августа 1944  | хаб. д-р наук, профессор                                     | 4 декабря 1997 | СФТМН | ОФТПЭ  | энергетика                               | Рурский университет                                                                                         |
| Берри, Майкл                    | Великобритания                             | 14 марта 1941    | PhD (теоретическая физика), профессор                        | 26 мая 2021    | СФТМН | ОФА    | сингулярная оптика                       | Бристольский университет                                                                                    |
| Бовуа, Даниэль                  | Франция                                    | 15 августа 1944  | PhD, профессор                                               | 7 апреля 2000  | СОГН  | ОИФП   | история Украины                          | Университет Париж 1 Пантеон-Сорбонна                                                                        |
| Броджи-Беркофф, Джованна        | Италия                                     | 6 ноября 1943    | профессор                                                    | 16 мая 2003    | СОГН  | ОЛЯИ   | славистика                               | Миланский университет                                                                                       |
| Бьеррум, Нильс                  | Дания                                      | 6 октября 1940   | DTech, профессор                                             | 20 марта 1992  | СХБН  | ОХ     | физическая химия                         | Технический университет Дании                                                                               |
| Бюхнер, Бернд                   | Германия                                   | 26 мая 1961      | хаб. д-р наук, профессор                                     | 26 мая 2021    | СФТМН | ОФА    | физика сверхпроводимости                 | Институт твердого тела и исследований материалов Лейбница                                                   |
| Вертлецкий, Владимир Евгеньевич | Соединённые Штаты Америки                  | 28 июля 1938     | MD, профессор                                                | 16 мая 2003    | СХБН  | ОБФМБ  | молекулярная генетика                    | Университет Южной Алабамы                                                                                   |
| Витанов, Николай                | Болгария                                   | 2 декабря 1965   | д.м.н, профессор, член Болгарской академии наук              | 1 мая 2025     | СФТМН | ОФА    | квантовая информатика                    | Институт механики БАН                                                                                       |
| Витязь, Пётр Александрович      | Беларусь                                   | 6 августа 1936   | д.т.н., профессор, академик НАН Беларуси                     | 26 мая 2021    | СФТМН | ОФТПМ  | материаловедение                         | Национальная академия наук Беларуси                                                                         |
| Вольпе, Пьетро                  | Италия                                     | 12 октября 1936  | профессор                                                    | 23 марта 1994  | СХБН  | ОБФМБ  | молекулярная биология                    | Римский университет Тор Вергата                                                                             |
| Гамота, Джордж                  | Соединённые Штаты Америки                  | 6 марта 1939     | PhD, профессор                                               | 7 апреля 2000  | СФТМН | ОФА    | физика                                   | Агентство США по международному развитию                                                                    |
| Гвишиани, Алексей Джерменович   | Россия                                     | 29 октября 1948  | д.ф.-м.н., профессор, академик РАН                           | 16 мая 2003    | СФТМН | ОИ     | информатика и системный анализ           | Институт физики Земли им. О. Ю. Шмидта                                                                      |
| Гдутос, Эммануэль Е.            | Греция                                     | 2 июня 1948      | PhD (прикладная механика), профессор, член Афинской академии | 26 мая 2021    | СФТМН | ОФТПМ  | материаловедение                         | Университет Фракии им. Демокрита                                                                            |
| Гёбель, Эрнст                   | Германия                                   | 24 марта 1946    | хаб. д-р наук, профессор                                     | 4 декабря 1997 | СФТМН | ОФА    | физика твердого тела                     | Федеральный физико-технический институт                                                                     |
| Гжегори, Изабелла               | Польша                                     | 9 августа 1959   | хаб. д-р наук, профессор, член Польской академии наук        | 26 мая 2021    | СФТМН | ОФТПМ  | материаловедение                         | Институт физики высоких давлений ПАН                                                                        |
| Глазьев, Сергей Юрьевич         | Россия                                     | 1 января 1961    | д.э.н., профессор, академик РАН                              | 4 февраля 2009 | СОГН  | ОЭ     | теория экономического развития           | Евразийское экономическое сообщество                                                                        |
| Гривняк, Иван                   | Словакия                                   | 23 декабря 1931  | DSc, профессор, член Словацкой академии наук                 | 20 марта 1992  | СФТМН | ОФТПМ  | материаловедение                         | Технический университет в Кошице                                                                            |
| Грин, Колин Джеймс              | Великобритания                             | 2 марта 1935     | DSc, профессор                                               | 23 марта 1994  | СХБН  | ОБФМБ  | криобиология, криомедицина               | Northwick Park Institute for Medical Research                                                               |
| Громов, Михаил Леонидович       | Франция                                    | 23 декабря 1943  | д.ф.-м.н., профессор                                         | 26 мая 2021    | СФТМН | ОМ     | математика                               | Институт высших научных исследований                                                                        |
| Гук, Игорь Иванович             | Австрия                                    | 22 января 1952   | MD, профессор                                                | 7 апреля 2000  | СХБН  | ОБФМБ  | трансплантология                         | Венский университет                                                                                         |
| Даревич, Юрий Васильевич        | Канада                                     | 17 февраля 1939  | PhD, профессор                                               | 25 ноября 1992 | СФТМН | ОФА    | физика                                   | Йоркский университет                                                                                        |
| Демирчян, Камо Серопович        | Россия                                     | 25 октября 1928  | д.т.н., профессор, академик РАН                              | 7 апреля 2000  | СФТМН | ОФТПЭ  | электроэнергетика                        | Московский энергетический институт                                                                          |
| Джардина, Джорджо               | Италия                                     | 26 октября 1942  | профессор                                                    | 14 апреля 1995 | СФТМН | ОФА    | физика                                   | Мессинский университет                                                                                      |
| Дзикики, Антонино               | Италия                                     | 15 октября 1929  | профессор, член Папской академии наук                        | 25 ноября 1992 | СФТМН | ОФА    | физика                                   | Болонский университет                                                                                       |
| Дош, Хельмут                    | Германия                                   | 27 июля 1966     | PhD, профессор, академик Леопольдины                         | 1 мая 2025     | СФТМН | ОЯФЭ   | физика твердого тела                     | DESY (председатель совета директоров, 2009—2025)                                                            |
| Дука, Георгий Григорьевич       | Молдова                                    | 29 февраля 1952  | д.х.н., профессор, член Академии наук Молдавии               | 4 февраля 2009 | СХБН  | ОХ     | экологическая химия                      | Академия наук Молдавии (президент)                                                                          |
| Душиньский, Ежи                 | Польша                                     | 6 марта 1949     | хаб. д-р наук, профессор, член Польской академии наук        | 1 мая 2025     | СХБН  | ОБФМБ  | биохимия                                 | Институт экспериментальной биологии им. Марцелия Ненцкого ПАН Польская академия наук (президент, 2015—2022) |
| Евтушенко, Юрий Гаврилович      | Россия                                     | 28 декабря 1938  | д.ф.-м.н., профессор, академик РАН                           | 4 февраля 2009 | СФТМН | ОИ     | информатика                              | Вычислительный центр РАН                                                                                    |
| Закман, Берт                    | Германия                                   | 12 июня 1942     | MD, PhD, профессор, академик Леопольдины                     | 23 марта 1994  | СХБН  | ОБФМБ  | молекулярная физиология                  | Гейдельбергский университет                                                                                 |
| Зарка, Филипп                   | Франция                                    |                  |                                                              | 1 мая 2025     | СФТМН | ОФА    | астрофизика                              | Laboratoire d’Instrumentation et de Recherche en Astrophysique (LIRA)                                       |
| Зелёный, Лев Матвеевич          | Россия                                     | 23 августа 1948  | д.ф.-м.н., профессор, академик РАН                           | 4 февраля 2009 | СФТМН | ОФА    | физика низких температур                 | Институт космических исследований РАН                                                                       |
| Ивс, Лоуренс                    | Великобритания                             | 13 мая 1948      | профессор                                                    | 1 мая 2025     | СФТМН | ОФА    | движение электронов в наноструктурах     | Ноттингемский университет                                                                                   |
| Калоджеро, Франческо            | Италия                                     | 6 февраля 1935   | профессор                                                    | 23 марта 1994  | СФТМН | ОМ     | математика                               | Сапиенца |
| Капаччоли, Массимо              | Италия                                     | 19 апреля 1944   | профессор                                                    | 26 мая 2021    | СФТМН | ОФА    | астрофизика                              | Неаполитанский университет, Обсерватория Каподимонте                                                        |
| Каппелер, Андреас               | Швейцария                                  | 20 сентября 1943 | PhD, профессор                                               | 17 апреля 1996 | СОГН  | ОИФП   | история Украины                          | Кёльнский университет                                                                                       |
| Кацпшык, Януш                   | Польша                                     | 12 июля 1947     | хаб. д-р наук, профессор, член Польской академии наук        | 26 мая 2021    | СФТМН | ОИ     | искусственный интеллект                  | Институт системных исследований ПАН                                                                         |
| Козак, Стефан Петрович          | Польша                                     | 11 августа 1937  | хаб. д-р наук, профессор                                     | 7 апреля 2000  | СОГН  | ОИФП   | литературоведение                        | Варшавский университет                                                                                      |
| Колодко, Гжегож                 | Польша                                     | 28 января 1949   | хаб. д-р наук, профессор                                     | 26 мая 2021    | СОГН  | ОЭ     | политическая экономия                    | Академия Леона Козьминского                                                                                 |
| Кох, Карл Хайнц                 | Бельгия                                    | 18 сентября 1944 |                                                              | 7 апреля 2000  | СОГН  | ОЭ     | экономика развивающихся стран            | |
| Лавский, Ярослав                | Польша                                     | 8 августа 1968   | хаб. д-р наук, профессор                                     | 26 мая 2021    | СОГН  | ОИФП   | литературоведение                        | Белостокский государственный университет                                                                    |
| Ларссон, Матс                   | Швеция                                     | 1953             | PhD, профессор                                               | 26 мая 2021    | СХБН  | ОХ     | химическая физика                        | Стокгольмский университет                                                                                   |
| Ле Цзычунь (乐孜纯)             | Китай                                      | 2 сентября 1965  | PhD, профессор                                               | 26 мая 2021    | СФТМН | ОИ     | информационные технологии                | Чжэцзянский технологический университет                                                                     |
| Лен, Жан-Мари                   | Франция                                    | 30 сентября 1939 | PhD, профессор                                               | 20 марта 1992  | СХБН  | ОХ     | органическая химия                       | Страсбургский университет                                                                                   |
| Ли Юаньюань (李元元)            | Китай                                      | 3 октября 1958   | PhD, профессор                                               | 26 мая 2021    | СФТМН | ОФА    | физика соединений металлов               | Хуачжунский университет науки и технологии                                                                  |
| Лю Синьюань (刘新垣)            | Китай                                      | 7 ноября 1927    | PhD, профессор, академик АН Китая                            | 25 ноября 1992 | СХБН  | ОБФМБ  | молекулярная биология                    | Шанхайский институт биохимии и клеточной биологии Китайской академии наук                                   |
| Манг, Герберт                   | Австрия                                    | 5 января 1942    | DSc, профессор, член Австрийской академии наук               | 4 февраля 2009 | СФТМН | ОФТПМ  | сопротивление материалов                 | Венский технический университет                                                                             |
| Маркуш, Штефан                  | Словакия                                   | 7 мая 1936       | DSc, профессор                                               | 20 марта 1992  | СФТМН | ОМех   | механика                                 | Институт материалов и механики машин Словацкой академии наук                                                |
| Месяц, Геннадий Андреевич       | Россия                                     | 29 февраля 1936  | д.т.н., профессор, академик РАН                              | 4 февраля 2009 | СФТМН | ОФА    | электроника, электрофизика               | Физический институт им. П. Н. Лебедева РАН                                                                  |
| Мордухович, Борис Шолимович     | Соединённые Штаты Америки                  | 8 апреля 1948    | к.ф.-м.н., профессор                                         | 26 мая 2021    | СФТМН | ОИ     | информатика                              | Университет Уэйна                                                                                           |
| Москович, Вольф Абрамович       | Израиль                                    | 7 апреля 1936    | д.ф.н., профессор                                            | 25 ноября 1992 | СОГН  | ОЛЯИ   | общая лингвистика                        | Еврейский университет в Иерусалиме                                                                          |
| Мюллер, Вольфганг               | Германия                                   | 13 апреля 1959   | хаб. д-р наук, профессор                                     | 1 мая 2025     | СФТМН | ОМех   | экспериментальная механика               | Берлинский технический университет                                                                          |
| Мюллер, Томас                   | Германия                                   | 24 июля 1964     | хаб. д-р наук, профессор                                     | 26 мая 2021    | СФТМН | ОФТПМ  | материаловедение                         | Дюссельдорфский университет                                                                                 |
| Нево, Эвьятар                   | Израиль                                    | 2 февраля 1929   | PhD, профессор                                               | 4 декабря 1997 | СХБН  | ООБ    | ботаника                                 | Хайфский университет                                                                                        |
| Неэр, Эрвин                     | Германия                                   | 20 марта 1944    | PhD, профессор, академик Леопольдины                         | 23 марта 1994  | СХБН  | ОБФМБ  | биофизика                                | Институт биофизической химии Макса Планка                                                                   |
| Олсон, Дэвид Лерой              | Соединённые Штаты Америки                  | 17 марта 1942    | PhD, профессор                                               | 7 апреля 2000  | СФТМН | ОФТПМ  | материаловедение                         | Колорадская горная школа                                                                                    |
| Осипов, Юрий Сергеевич          | Россия                                     | 7 июля 1936      | д.ф.-м.н., профессор, академик РАН                           | 7 апреля 2000  | СФТМН | ОМ     | математика                               | Российская академия наук (президент (1991 – 2013))                                                          |
| Павлик, Мацей                   | Польша                                     | 19 сентября 1940 | хаб. д-р наук, профессор                                     | 23 марта 1994  | СФТМН | ОФТПЭ  | электроэнергетика                        | Лодзинский технический университет                                                                          |
| Павлишин, Марко                 | Австралия                                  | 7 июля 1955      | PhD, профессор                                               | 26 мая 2021    | СОГН  | ОЛЯИ   | литературоведение                        | Университет Монаша                                                                                          |
| Пардалос, Панос                 | Греция · Соединённые Штаты Америки         | 17 июня 1954     | PhD, профессор                                               | 16 мая 2003    | СФТМН | ОИ     | информатика                              | Флоридский университет                                                                                      |
| Перит, Тадеуш                   | Польша                                     | 25 октября 1949  | хаб. д-р наук, профессор                                     | 7 апреля 2000  | СФТМН | ОНЗ    | геология                                 | Государственный геологический институт                                                                      |
| Пиоро, Игорь Леонардович        | Канада                                     | 22 сентября 1956 | д.т.н., профессор                                            | 26 мая 2021    | СФТМН | ОФТПЭ  | теплофизика безопасности АЭС             | Технологический университет Онтарио                                                                         |
| Плохий, Сергей Николаевич       | Канада · Соединённые Штаты Америки         | 23 мая 1957      | д.и.н., профессор                                            | 1 мая 2025     | СОГН  | ОИФП   | история Восточной Европы                 | Гарвардский университет                                                                                     |
| Раевский, Клаус                 | Германия                                   | 12 ноября 1936   | MD, профессор                                                | 16 мая 2003    | СХБН  | ОБФМБ  | биохимия и молекулярная иммунология      | Гарвардская медицинская школа                                                                               |
| Рамакришнан, Венкатраман        | Соединённые Штаты Америки · Великобритания | 1 апреля 1952    | PhD, профессор, член Лондонского королевского общества       | 1 мая 2025     | СХБН  | ОБФМБ  | структурная биология                     | Лаборатория медицинских исследований MRC                                                                    |
| Рао, Палле Рама                 | Индия                                      | 30 июня 1937     | PhD, профессор                                               | 23 марта 1994  | СФТМН | ОФТПМ  | материаловедение                         | Индийская академия наук (президент)                                                                         |
| Ратайчак, Хенрик                | Польша                                     | 30 сентября 1932 | хаб. д-р наук, профессор, член Польской академии наук        | 16 мая 2003    | СФТМН | ОНЗ    | молекулярная физика                      | Европейская академия наук, искусств и литературы (вице-президент)                                           |
| Рейвен, Питер                   | Соединённые Штаты Америки                  | 13 июня 1936     | PhD, профессор, член НАН США                                 | 23 марта 1994  | СХБН  | ООБ    | ботаника                                 | Ботанический сад Миссури                                                                                    |
| Ресио Эспехо, Хосе Мануэль      | Испания                                    |                  | DSc, профессор                                               | 26 мая 2021    | СХБН  | ООБ    | почвоведение                             | Кордовский университет                                                                                      |
| Ровиньский, Павел               | Польша                                     | 26 февраля 1965  | хаб. д-р наук, профессор, член Польской академии наук        | 1 мая 2025     | СФТМН | ОНЗ    | геофизика                                | Институт геофизики ПАН                                                                                      |
| Ролле, Рената                   | Германия                                   | 19 апреля 1941   | хаб. д-р наук, профессор                                     | 23 марта 1994  | СОГН  | ОИФП   | археология                               | Гамбургский университет                                                                                     |
| Руокко, Джанкарло               | Италия                                     | 7 ноября 1959    | PhD, профессор                                               | 26 мая 2021    | СФТМН | ОФА    | физика мягкого вещества                  | Итальянский технологический институт                                                                        |
| Садовничий, Виктор Антонович    | Россия                                     | 3 апреля 1939    | д.ф.-м.н., профессор, академик РАН                           | 7 апреля 2000  | СФТМН | ОИ     | информатика                              | Московский государственный университет                                                                      |
| Сайред, Николас                 | Великобритания                             | 11 июля 1944     | PhD, профессор                                               | 7 апреля 2000  | СФТМН | ОФТПЭ  | теплофизика                              | Кардиффский университет                                                                                     |
| Семёнов, Евгений Васильевич     | Россия                                     | 13 октября 1952  | д.ф.н., профессор                                            | 16 мая 2003    | СОГН  | ОИФП   | философия                                | Российский гуманитарный научный фонд                                                                        |
| Сополыга, Мирослав              | Словакия                                   | 26 марта 1946    | PhD, профессор                                               | 26 мая 2021    | СОГН  | ОЛЯИ   | этнография                               | Словацкий народный музей                                                                                    |
| Сорос, Джордж                   | Соединённые Штаты Америки                  | 12 августа 1930  |                                                              | 14 апреля 1995 | СОГН  | ОЭ     | экономика, финансы                       | Фонды «Открытое Общество»                                                                                   |
| Стокки, Акилле                  | Франция · Италия                           | 21 апреля 1963   | DSc, профессор                                               | 26 мая 2021    | СФТМН | ОЯФЭ   | физика высоких энергий                   | Лаборатория физики двух бесконечностей Ирэн Жолио-Кюри                                                      |
| Тамаш, Юлиан                    | Сербия                                     | 4 августа 1950   | PhD, профессор                                               | 4 декабря 1997 | СОГН  | ОЛЯИ   | литературоведение                        | Нови-Садский университет                                                                                    |
| Уотсон, Джеймс                  | Соединённые Штаты Америки                  | 6 апреля 1928    | PhD, профессор, член НАН США                                 | 14 апреля 1995 | СХБН  | ОБФМБ  | генетика                                 | Лаборатория в Колд-Спринг-Харбор                                                                            |
| Фуллер, Барри                   | Великобритания                             |                  | DSc, профессор                                               | 4 февраля 2009 | СХБН  | ОБФМБ  | криобиология, криомедицина               | Университетский колледж Лондона                                                                             |
| Фэн Чанген (冯长根)             | Китай                                      | февраль 1953     | PhD, профессор                                               | 26 мая 2021    | СФТМН | ОФТПМ  | материаловедение                         | Пекинский технологический университет                                                                       |
| Ху Цихэн (胡启恒)               | Китай                                      | 15 июня 1934     | к.т.н., профессор                                            | 25 ноября 1992 | СФТМН | ОИ     | автоматизированные системы               | Китайская академия наук (вице-президент)                                                                    |
| Цай Чжимин (蔡志明)             | Китай                                      | ноябрь 1956      | MD, PhD, профессор                                           | 26 мая 2021    | СФТМН | ОФТПМ  | междисциплинарные медицинские технологии | Шэньчжэньский университет                                                                                   |
| Цайлингер, Антон                | Австрия                                    | 20 мая 1945      | хаб. д-р наук, профессор, член Австрийской академии наук     | 26 мая 2021    | СФТМН | ОФА    | квантовая электроника                    | Австрийская академия наук (президент)                                                                       |
| Чехановер, Аарон                | Израиль                                    | 1 октября 1947   | DSc (медицина), профессор                                    | 4 февраля 2009 | СХБН  | ОХ     | химия белков                             | Технион |
| Чэнь Сишень                     | Китай                                      |                  |                                                              | 14 апреля 1995 | СФТМН | ОФТПМ  | физическое материаловедение              | |
| Шимчак, Хенрик                  | Польша                                     | 15 июля 1937     | хаб. д-р наук, профессор, член Польской академии наук        | 4 декабря 1997 | СФТМН | ОФА    | физика твердого тела                     | Институт физики ПАН                                                                                         |
| Шпорлюк, Роман                  | Соединённые Штаты Америки                  | 8 сентября 1933  | PhD, профессор                                               | 4 февраля 2009 | СОГН  | ОИФП   | история, политология                     | Гарвардский университет                                                                                     |
| Шумный, Владимир Константинович | Россия                                     | 12 февраля 1934  | д.б.н., профессор                                            | 16 мая 2003    | СХБН  | ООБ    | генетика                                 | Институт цитологии и генетики СО РАН                                                                        |
| Экснер, Павел                   | Чехия                                      | 30 марта 1946    | PhD, профессор                                               | 26 мая 2021    | СФТМН | ОМ     | системный анализ                         | Карлов университет                                                                                          |
| Янь Лугуан (严陆光)             | Китай                                      | 6 июля 1935      | PhD, профессор, академик АН Китая                            | 25 ноября 1992 | СФТМН | ОЯФЭ   | электротехника                           | Институт электротехники Китайской академии наук                                                             |
| Янь Хуанмин (杨焕明)            | Китай                                      | 6 октября 1952   | PhD, профессор, академик АН Китая                            | 26 мая 2021    | СХБН  | ОБФМБ  | генетика, молекулярная биология          | Пекинский институт геномики                                                                                 |
| Яримович, Майкл                 | Соединённые Штаты Америки                  | 13 октября 1933  | DEng, профессор                                              | 25 ноября 1992 | СФТМН | ОМех   | техническая механика                     | Rockwell International, Международная академия астронавтики (президент)                                     |

1. Аверинцев, Сергей Сергеевич
2. Алфёров, Жорес Иванович
3. Ангельский, Стефан[пол.]
4. Андреев, Александр Фёдорович
5. Аоки, Хитоси[яп.]
6. Арата, Ёсиаки[яп.]
7. Атлури, Сатья[англ.]
8. Атья, Майкл
9. Барановский, Богдан[нем.]
10. Бёрджен, Арнольд[англ.]
11. Биланюк, Олекса-Мирон[укр.]
12. Боярчук, Александр Алексеевич
13. Вельфе, Владислав[пол.]
14. Вильхельмссон, Ханс[швед.]
15. Воргул, Бэйзил
16. Габриэль, Пьер
17. Гаврилишин, Богдан Дмитриевич
18. Гайко, Владимир[чеш.]
19. Гейштор, Александр
20. Грачотти, Санте
21. Григорьев, Анатолий Иванович
22. Грюнберг-Манаго, Марианна
23. Джакив, Роман
24. Жен, Пьер Жиль де
25. Жуковский, Аркадий Илларионович
26. Журавлёв, Юрий Иванович
27. Кабанов, Виктор Александрович
28. Кадышевский, Владимир Георгиевич
29. Карубе, Исао[яп.]
30. Каша, Майкл
31. Керимов, Махмуд Керим оглы
32. Коропецкий, Иван Святослав[укр.]
33. Костюк, Григорий Александрович
34. Котлински, Ришард
35. Кудрявцев, Владимир Николаевич
36. Лав, Роберт-Малкольм
37. Лавёров, Николай Павлович
38. Ладу, Джозеф[англ.]
39. Лейбовиц, Гарольд[нем.]
40. Лилиус, Кай[фин.]
41. Лионс, Жак-Луи
42. Львов, Дмитрий Семёнович
43. Лякишев, Николай Павлович
44. Маркусь, Василий Васильевич[укр.]
45. Миллер, Кейт Джон[вд]
46. Миямото, Юнши
47. Мозер, Майнхард Михаэль
48. Мозер, Юрген Курт
49. Мокроносов, Адольф Трофимович
50. Мушинка, Микулаш
51. Нгуен Ван Дао[вьет.]
52. Неврлий, Микулаш[укр.]
53. Нефёдов, Олег Матвеевич
54. Ниренберг, Луис
55. Нотт, Джон Фредерик
56. Нудельман, Михаил Шлёмович
57. Ораевский, Виктор Николаевич
58. Панин, Виктор Евгеньевич
59. Партье, Бенно[нем.]
60. Пеленский, Ярослав Богданович
61. Петришин, Вальтер Володимир
62. Платэ, Николай Альфредович
63. Пригожин, Илья Романович
64. Прицак, Омельян Иосифович
65. Прохоров, Александр Михайлович
66. Ристич, Момчило[серб.]
67. Ротблат, Джозеф
68. Рудницкий, Леонид Иванович[укр.]
69. Рыка, Вацлав[пол.]
70. Саймон, Линдси[нем.]
71. Самарский, Александр Андреевич
72. Седерхольм-Вильямс, Стюарт
73. Сендов, Благовест
74. Сойфер, Валерий Николаевич
75. Сполдинг, Брайан
76. Стёпин, Вячеслав Семёнович
77. Струк, Данило[укр.]
78. Субтельный, Орест Мирославович
79. Сюэ Джунду[кит.]
80. Тома, Манфред[нем.]
81. Уизерспун, Пол[вд]
82. Уэтс, Роджер[англ.]
83. Файзер, Джон[укр.]
84. Франсуа, Доминик
85. Фролов, Константин Васильевич
86. Фурукава, Кадзуо
87. Хаас, Алоиз
88. Хабер, Ежи[пол.]
89. Харрис, Айвор[англ.]
90. Херрман, Йоахим
91. Хирцебрух, Фридрих
92. Ценк, Майнхарт[нем.]
93. Чжоу Гуанчжао
94. Шевелёв, Юрий Владимирович
95. Шевченко, Игорь Иванович
96. Эбель, Жан-Пьер
97. Якубец, Мариан[пол.]